# Чёрный пиар
Чёрный пиар (англ. negative campaigning; разг. mud slinging) — деятельность (пиар), направленная на уничтожение благоприятного имиджа какого-либо лица, организации, политической силы и т. п.
Термин «Чёрный PR» — российского происхождения. В иностранной (англоязычной (США)) практике выражение Black PR встречается только в смысле «PR в поддержку афроамериканцев (амер. англ. Black)». Термин появился в конце 1980-х — начале 1990-х годов для обозначения политической и коммерческой информации, распространяемой через заказные публикации в СМИ и листовки, оплачиваемые неофициально. Как правило, данные публикации содержали компромат или другую информацию, негативно влияющую на имидж персоны или объекта.
Несмотря на российское происхождение самого термина, аналогичная деятельность существует давно и чрезвычайно хорошо развита и в иностранных государствах. Она маскируется под позитивные виды деятельности, но её смысл, задачи и методы аналогичны. К чёрному PR прибегают все крупнейшие корпорации мира и мировые политики. Чёрный PR активизируется во время избирательных кампаний.

Существуют сложности оценки PR-кампаний, в которых присутствовал «чёрный PR», так как зачастую экономическая эффективность отходит на второй план, если целью кампании были не публикации. Как бы то ни было, эксперты выделяют следующие критерии оценки эффективности:
- Количество и качество упоминаний в СМИ
- Количество и качество упоминаний в социальных сетях
- Достижение личных целей (передача «сообщения», репутационные или деловые потери)
- Начало полемики (получение реакции от «жертвы»)|27|02|2019}}

## «Чёрный пиар — тоже пиар»
Данная поговорка означает, что даже чёрный пиар способен в некоторых случаях, вопреки желаниям лиц, которые его проводят, принести объекту пользу. Дело в том, что при любом пиаре, в том числе и чёрном, об объекте узнают люди, которые ранее, возможно, даже не подозревали о его существовании. Таким образом, общая известность объекта в итоге повышается.

## Маски чёрного PR
За рубежом давно научились маскировать «чёрный» PR. Всевозможные маски применяются и в российской практике, совмещая эту деятельность с заказными публикациями:
- Борьбой за добросовестную конкуренцию;
- Сообщением правды о конкурентах на выборах;
- Борьбой за права человека;
- Борьбой за социальную справедливость;
- Борьбой за демократию;
- Борьбой за чистоту окружающей среды;
- Борьбой за права потребителей;
- Борьба за свободу и справедливость;
- Защитой прав человека;

Важно понимать, что заказные публикации являются инструментом и "черного pr" и классического - разница в отношении к объекту. Для того, чтобы понять, что статья имеет признаки "черного PR" необходимо оценивать следующие критерии:
- присутствие объективной критики (отсутствие положительных образов в статье)
- наличие общественной значимости (объект изложения мало интересен вне контекста изложенных событий)
- наличие субъективной оценки автора или некого третьего участника конфликта (ввиду отсутствия прямых доказательств, автор может пуститься в рассуждения и моделирование ситуации)

## Виды чёрного PR
Некоторые маркетологи выделяют 4 разновидности негативного пиара:
- Профессиональное нападение. Такое мероприятие требует работы нескольких специалистов в данной конкретной области и стоит довольно дорого.
- Непрофессиональное нападение. Такие PR-кампании запускаются конкурентами, которые не могут позволить себе оплатить услуги профессионалов. Подобные атаки отличаются бессистемным подходом.
- Спонтанное нападение. Как правило, инициатором такой атаки является уволенный, обиженный работник или недовольный клиент.
- Спонтанное нападение, подхваченное конкурентом. Редко встречаемый вид.